# Pionites
Pionites es un género de aves psitaciformes de la familia Psittacidae, conocidos comúnmente como caiques. 
Originalmente, los caiques se clasificaron en dos especies, el caique de cabeza negra y el caique de cabeza naranja. Sin embargo, trabajos morfológicos recientes han indicado que este último debe dividirse en tres especies según el plumaje y la coloración de las patas. 
En el pasado, estos loros a menudo se aliaron con las cotorras u otros periquitos sudamericanos. El trabajo reciente de ADN mitocondrial y nuclear ha encontrado que Pionites es el taxón hermano de Deroptyus; los dos géneros ocupan una posición basal en la tribu Arini.

## Especies
| Pionites                | Pionites                 | Pionites | Pionites                                                   |
| Nombre científico       | Nombre común             | Imagen   | Distribución                                               |
| ----------------------- | ------------------------ | -------- | ---------------------------------------------------------- |
| Pionites leucogaster    | Caique de cabeza naranja |          | Amazonia de Brasil.                                        |
| Pionites melanocephalus | Caique de cabeza negra   |          | Parte de Colombia, Venezuela, las Guayanas, Perú y Brasil. |

Las otras dos especies que forman el género son:
- Pionites xanthomerius
- Pionites xanthurus